# Feindschaft
Der Begriff Feindschaft (etymologisch abgeleitet vom althochdeutschen fiant, vint – Hass) bezeichnet eine soziale Beziehung zwischen zwei oder mehr Individuen oder Gruppen, die durch die Existenz von Feindbildern gekennzeichnet ist. Die beteiligten Akteure werden als Feinde bezeichnet. Die Feindschaft kann aufgrund einer Konkurrenzsituation, einer asymmetrischen Beziehung oder einer mit negativen Emotionen behafteten Beziehungsgeschichte entstehen. Im Gegensatz zum normalen Gegner wird ein Feind auch mit unfairen Mitteln bekämpft.
Der Begriff der Feindschaft lässt sich nur eingeschränkt aufs Tierreich übertragen. Die Beziehung etwa zwischen Löwen und Hyänen, zwischen rivalisierenden Männchen einer Art, und von Beutetieren gegenüber ihren Fressfeinden können allerdings bestimmte Merkmale menschlicher Feindschaft zeigen.

## Arten von Feindschaften
- Zur Vorbereitung eines Krieges wird oft die gesamte Streitmacht des Gegners oder gar dessen Volk selbst als Feind klassifiziert. Dadurch wird der Gegner zum Nichtmenschen, zum Unmenschen erklärt, dessen Vernichtung eine gute Tat ist. Beispiel: Wir müssen den Feind angreifen und vernichten.
- Schließlich bedeutet Feind sein auch, ein Gegner von etwas, ja sogar ein Kämpfer gegen etwas zu sein oder eine Sache zu boykottieren. Dies wird deutlich in Sätzen wie: Er ist ein Feind des Alkohols oder Sie ist eine Feindin jeglicher Bevormundung.
- Im übertragenen Sinne bezeichnet „Feind“ eine als Bedrohung wahrgenommene natürliche Erscheinung (Diese Krankheit / Seuche ist der größte Feind der Menschheit).

Jahrzehntelang war die sogenannte deutsch-französische Erbfeindschaft Gegenstand des Unterrichts an deutschen Schulen. An der derzeitigen Situation, die von Konrad Adenauer und Charles de Gaulle eingeleitet wurde, zeigt sich, dass Aussöhnung zwischen Völkern durchaus möglich ist.

## Feindschaftsbeziehung
Feinde sind Gegner, aber nicht alle Gegner sind Feinde, das hängt von der Art der Beziehung ab.
Weil Feindschaft eine konfliktbehaftete Beziehung zwischen zwei Parteien (Einzelpersonen, Gruppen, Staaten) ist, kommt sie nur zustande, wenn diese auch miteinander zu tun haben. Aus diesem Grund sind sehr oft Nachbarn Feinde. Manchmal werden aus ehemaligen Freunden Feinde oder umgekehrt. Auch bei feindlichen Beziehungen gibt es Regeln, die im Normalfall eingehalten werden.
Wenn aufgrund der feindlichen Beziehung keine normale Kommunikation möglich ist, können oftmals zur Verbesserung der Situation Vermittler oder Schlichter eingesetzt werden.
Feindschaft beruht meistens auf Konflikten durch mangelhafte Information (Vertrauensverlust, Furcht vor Angriff, Vorurteil), Ressourcenknappheit (wirtschaftliche und existenzielle Ängste), problematischen psychologischen Beziehungen, auf Eigentumsverhältnissen.
Feinde beschützen einander oft gegen Angriffe Dritter (eines gefährlicheren Feindes) und stellen die feindlichen Beziehungen zumindest zeitweise in den Hintergrund.
Feindliche Beziehungen können im Interesse Dritter liegen, die dann dafür zu sorgen suchen, dass es auch so bleibt.

## Die Kategorie „Feind“
Das Schema Freund/Feind wurde intensiv von Carl Schmitt bedacht (Der Begriff des Politischen, „Die spezifische Unterscheidung, auf welche sich die politischen Handlungen zurückführen lassen, ist die Unterscheidung von Freund und Feind.“). Für ihn war es die Grundlage politischer Ordnung. Nicht nur aufgrund der Nähe Carl Schmitts zu NS-Gedankengut und -Politik ist die Kategorie „Feind“ in demokratischen Rechtsstaaten unpopulär. Demokratische politische Systeme fungieren nach dem Schema Regierung/Opposition (nach Niklas Luhmann, Die Politik der Gesellschaft). Sie sind darauf angewiesen, dass auch die Opposition potentiell regierungsfähig oder koalitionsfähig, also nur zeitlich oder thematisch befristet als Gegner anzusehen ist.
Die Kategorie „Feind“ hat dagegen eine grundsätzliche, dauerhafte Bedeutung, die nur schwer mit der Idee des demokratischen Rechtsstaats in Einklang zu bringen ist: Der Feind lasse sich nur bekämpfen, nicht überzeugen.
Angesichts des islamistischen Terrors (mit Bezug auf die Bombenanschläge am 7. Juli 2005 in der Londoner U-Bahn und den Mord an Theo van Gogh am 2. November 2004 in Amsterdam) wird neuerdings eine Rehabilitierung von Carl Schmitts Kategorie „Feind“ eingeklagt. Leon de Winter (Wacht auf, wir sind im Krieg) und Jaffe Vink (Wir haben verlernt, unsere Feinde zu erkennen) halten, beide unter Berufung auf Civilization and its Enemies von Lee Harris, die demokratischen Rechtsstaaten gegenüber dem islamistischen Terror für unzureichend gerüstet, weil sie im Rahmen ihrer Regeln nicht in der Lage sind, die Bedrohung durch den islamistischen Terror (als total, nicht zeit-, gruppen- oder themenspezifisch; als spektakulär, nicht zielgerichtet) grundsätzlich zu erfassen und darauf zu reagieren.
Die Frage, ob man in den demokratischen Rechtsstaaten noch in der Lage ist, die Kategorie „Feind“ zu formulieren, hat sich mit dem Beginn des Kriegs gegen den Terror erledigt. Angesichts der Freund/Feind-Rhetorik von George W. Bushs Krieg gegen den Terrorismus (so z. B. seine Rede von den „Schurkenstaaten“ in der National Security Strategy vom 17. September 2002) oder die Abqualifizierung des militärische Unterstützung versagenden „old Europe“ durch seinen Verteidigungsminister Donald Rumsfeld, ist allerdings ungeklärt, wie sich die politische Instrumentalisierung der Kategorie und ihr Missbrauch vermeiden lassen.

## Streitbeziehungen
Ein Sonderfall der Feindschaft ist die von hoher Ambivalenz geprägte Streitbeziehung zwischen zwei Geschwistern, Freunden oder Sexualpartnern. Die Sozialpsychologie kennt über lange Zeit hinweg bestehende, enge soziale Beziehungen zwischen zwei Personen, die chronisch konflikthaft sind. Ein klassisches literarisches Beispiel bildet das Ehepaar George und Martha in Edward Albees Drama Wer hat Angst vor Virginia Woolf? (1962). Die wissenschaftliche Fachliteratur beschäftigt sich insbesondere mit dysfunktionalen familiären Beziehungsmustern (Streitbeziehungen zwischen Elternpaaren) und deren Auswirkungen auf das Kindeswohl. Streitbeziehungen kommen jedoch auch in anderen Personenbeziehungen vor, etwa zwischen Geschwistern („Geschwisterrivalität“) oder als „Hassfreundschaft“ zwischen nicht verwandten Personen.
Wie eine 2010 veröffentlichte Langzeitstudie von Forschern der University of Michigan gezeigt hat, lässt häufiges Streiten allein keine Rückschlüsse darauf zu, ob ein Paar über längere Zeit zusammenbleiben oder sich bald trennen wird. Die Studie zeigte aber auch, dass Paare, die an kontroverse Themen gelassen herangehen, sich nicht von Gefühlen überwältigen lassen und konstruktiv kommunizieren, länger zusammenbleiben als solche, die in ihren Äußerungen von Ärger oder Verletztsein allzu spontan und damit möglicherweise destruktiv sind.